# Voiture CFF
Les voitures CFF désignent les véhicules utilisés pour le transport de personnes par les Chemins de fer fédéraux suisses (SBB-CFF-FFS).
Dans le domaine des chemins de fer, une voiture est un véhicule remorqué spécialement conçu pour le transport de voyageurs, dans des conditions normales de confort et de sécurité. Dans le langage courant, les voitures de chemins de fer sont souvent et improprement appelées « wagons », mais dans le milieu ferroviaire, ce terme est réservé aux véhicules affectés au transport des marchandises et des bestiaux.

## Voiture RIC (UIC)
On distingue deux types de voitures pour le trafic international chez les CFF: Les voitures UIC-X et les voitures UIC-Z. Ce sont des voitures standardisées par l'Union internationale des chemins de fer (UIC). Cette standardisation permet l'utilisation de matériel de différents réseaux dans les trains internationaux.

### Voitures UIC-X

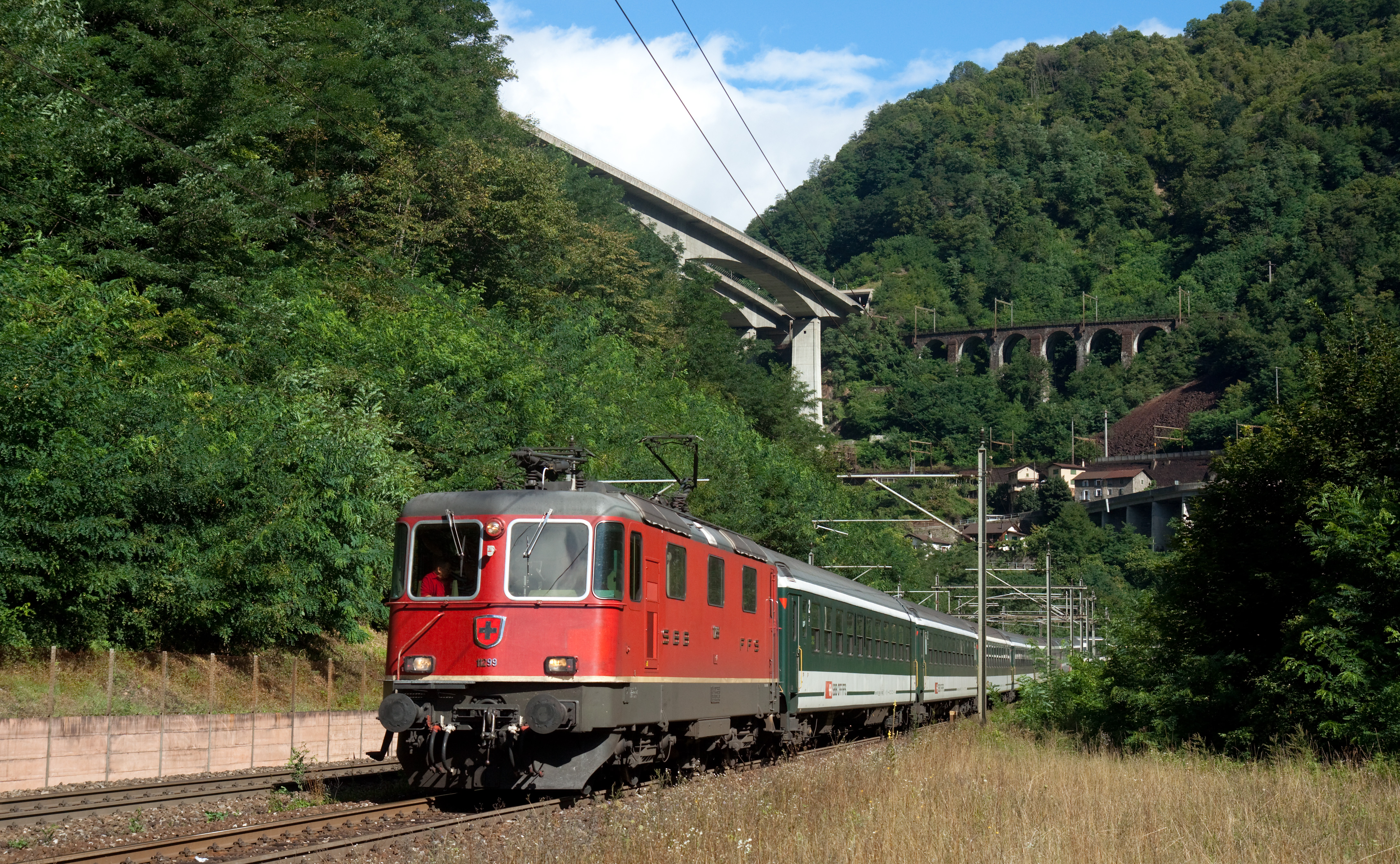
Bpm 51 85 21-70 à Biaschina

Le type X de l'UIC se base sur des voitures d'express développées après la Seconde Guerre mondiale par la Deutsche Bundesbahn (DB). Ces voitures étaient longues pour l'époque, avec une longueur hors tampons de 26,40 m toujours en vigueur sur le type Z actuel.
Les voitures possédaient des portes d'accès battantes puis pliantes (1960) aux quatre extrémités de caisse. Elles étaient aménagées en compartiments desservis par un couloir latéral :
- 10 compartiments avec 6 fauteuils en première classe,
- 12 compartiments avec 6 fauteuils en deuxième classe,
- 5 compartiments de première classe et 6 compartiments de 2e classe pour les voitures mixtes.

Les voitures UIC-X suisses sont montées sur bogies Schlieren aptes aux 160 km/h. Leur tare varie de 35 à 37 t.
Parmi lesquelles:
| Classe de la voiture | Année de construction | Désignation             | Nombre construit |
| -------------------- | --------------------- | ----------------------- | ---------------- |
| 1re Classe           | 1969–1970             | Am 51 85 19-70 000–039  | 40               |
| 1re et 2e Classe     | 1971–1972             | ABm 51 85 30-70 000–039 | 40               |
| 2e Classe            | 1966-68               | Bm 51 85 22-70 000–099  | 100              |
| 2e Classe            | 1972-1978             | Bm 51 85 21-70 000–219  | 220              |
| Voiture couchette    | 1964-1972             | Bcm 51 85 50-70 000-049 | 50               |
| Voiture couchette    | 1960-1961             | Bc 50 85 59-70 000–029  | 30               |
| Voiture restaurant   | 1967                  | WRm 61 85 88-70 000-009 | 10               |
| Voiture fourgon      | 1977                  | Dms 51 85 92-70 000-019 | 20               |

1. ↑  Ces voitures furent transformées en Bpm 51 85 21-70 300-511 entre 1988 et 1997.
2. ↑  Ont été vendues à la BLS.

### Voiture standard européenne

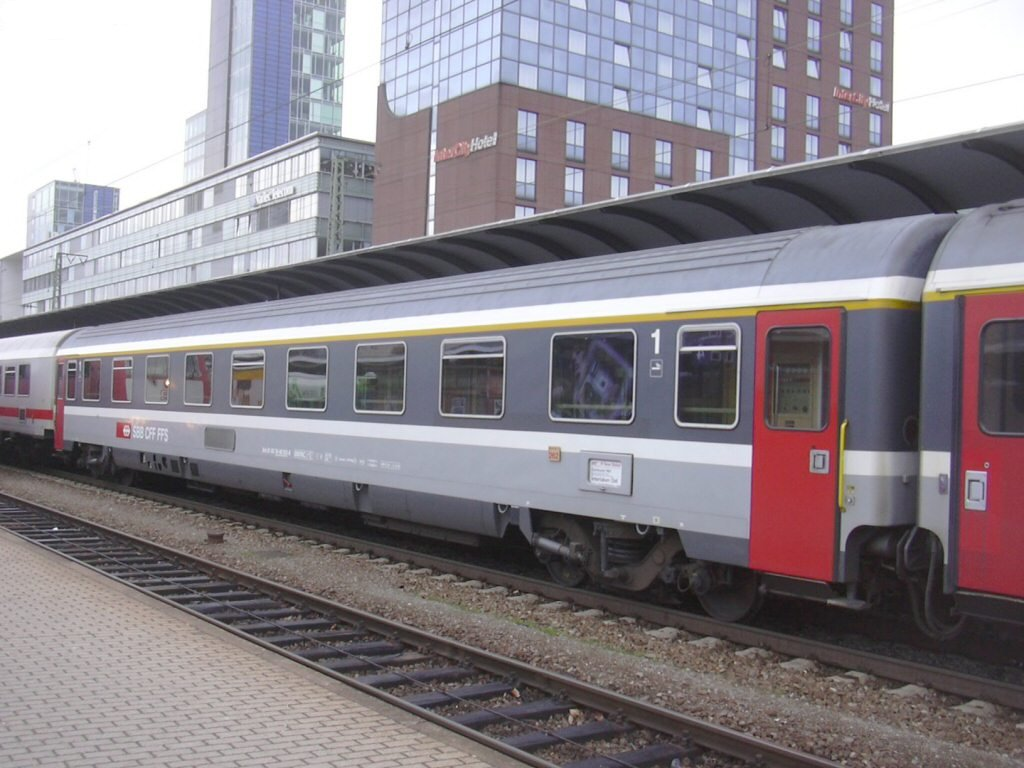
Voiture Eurofirma de 1re Classe Am 61 85 19-90 512-8 à Fribourg-en-Brisgau

Les voitures standard européennes (VSE) ou voitures Eurofima sont des voitures de chemin de fer commandées en 1973 par la Société européenne pour le financement de matériel ferroviaire (Eurofima). Chaque voiture a une capacité d'accueil de 54 places assises en première classe réparties en 9 compartiments. Pour la fabrication de ces voitures, on a utilisé pour la première fois le concept de caisse avec des profilés d'acier et de la tôle avec des compléments en résine ; ce concept a été repris ensuite sur les voitures de type UIC-Z1. Une nouveauté sur ces voitures concerne les portes affleurant au nu extérieur de la caisse, qui garantissent un plus grand silence d'écoulement en évitant les remous classiques au niveau des niches de porte.
Malgré tous les efforts développés officiellement, le projet Eurofima qui devait remplacer les anciennes voitures UIC-X dans les trains internationaux d'affaire, engendra une grande déconvenue, les compagnies ferroviaires acceptant mal de ne pas définir elles-mêmes leur propre matériel. C'est ainsi que la Société nationale des chemins de fer français développa parallèlement son propre prototype de voiture Corail et les CFF commanderont des voitures de type UIC-Z.
Les CFF ont acquis 20 voitures de premières classe.
| Classe de la voiture | Année de construction | Désignation            | Nombre construit |
| -------------------- | --------------------- | ---------------------- | ---------------- |
| 1re Classe           | 1977                  | Am 61 85 19-90 500-519 | 20               |

### Voiture UIC-Z1
Longues de 26,4 m, le type Z  dérive des voitures standards européennes dont elles reprennent les qualités de sécurité et de confort, mais diffèrent par l'équipement électrique. Elles commencent à remplacer les anciens types X à la fin des années 1970. Le confort est amélioré avec une meilleure insonorisation et la climatisation. Les portes sont désormais louvoyantes coulissantes.
Les CFF choisissent pour les Apm et les Bpm un aménagement en salle avec allée centrale (sans compartiments). Contrairement aux Vtu françaises ou aux VU IV Suisses, les toilettes prennent place entre les plateformes d'accès, toujours situées en bout de caisse, et la salle voyageurs.
Les CFF ont acquis des voitures Z1 (climatisées) des deux classes aménagées en salles à allée centrale ainsi que des voitures-couchettes sauf pour les 20 VSE Am qui ont 9 compartiments chacune:
| Image | Classe de la voiture | Année de construction | Désignation             | Nombre construit |
| ----- | -------------------- | --------------------- | ----------------------- | ---------------- |
|       | Panorama             | 1991 - 1992           | Apm 61 85 19-90 100-111 | 112              |
|       | 1re Classe           | 1980 - 1995           | Apm 61 85 10-90 200–269 | 70               |
|       | 2e Classe            | 1966 - 1968           | Bpm 61 85 20-90 200–354 | 155              |
|       | 2e Classe            | 1980 - 1981           | Bpm 61 85 20-70 500–529 | 30               |
|       | Voiture couchette    | 1964 - 1972           | Bcm 51 85 50-70 000-049 | 50               |
|       | Voiture couchette    | 1979                  | Bcm 61 85 50-70 100–119 | 30               |

1. ↑  De couleur orange
2. ↑  De couleur bleu

## Voitures unifiées
Les voitures unifiées et légères sont destinées à l’utilisation en trafic intérieur. Suivant leur ancienneté et leur modernisation, elles sont utilisées pour un trafic régional, interrégional ou InterCity. Il arrive parfois que d’anciennes voitures prêtent main-forte aux compositions du tableau horaire dont certaines voitures sont en réparation ou si l’occupation est saturée.

### Caractéristiques
Toutes les voitures unifiées ont les caractéristiques suivantes :
- Deux bogies à deux essieux (total de quatre axes)
- Les entrées sur les bogies, les WC à la fin de la voiture ainsi qu’un compartiment entre les entrées latérales.
- Vis-à-vis des sièges avec une allée centrale
- Séparation entre le compartiment fumeurs et non-fumeurs (à partir de décembre 2005, fumer dans les trains est interdit et la porte battante entre les compartiments enlevée)

Les voitures unifiées ont remplacé les anciennes voitures en bois et les voitures lourdes en acier qui ont longtemps été utilisées en coordination avec les voitures en acier léger. Après l'introduction de l’horaire cadencé en 1982, de plus en plus de voitures de type unifiées sont utilisées.

### Type unifié I
Les voitures de type unifié I sont les successeurs des voitures en acier léger et ont été construites entre 1956 et 1967. Elles étaient, à l’origine, peintes en vert, pesaient entre 28 et 32 tonnes et pouvaient atteindre une vitesse maximale de 140 km/h. Les quatre premières voitures standard sont apparues en 1956, peu de temps avant l'abolition de la troisième classe.

### Type unifié II
Les voitures unifiées de type II sont presque identiques aux voitures de type I. Extérieurement, elles sont seulement différentes à mi-hauteur des toilettes et au niveau de la fenêtre. Elles ont été construites entre 1965 et 1976.

### Type unifié III
Les voitures unifiées de type III ont été construites entre 1972 et 1975 et utilisées depuis 1975 en tant que «Suisse Express» dont la distinction était la couleur orange et grise. Elles étaient utilisées comme «train rapide» (aujourd’hui InterCity) entre Saint-Gall et Genève. Leur vitesse maximale était de 140 km/h et étaient préparées pour une utilisation constructive de la technologie pendulaire. Elles étaient la première série de voitures climatisées en Suisse (jusque-là, seuls les TEE et les WRm UIC l’étaient).

### Type unifié IV
Après l'expérience plutôt mauvaise des VU III, l'industrie ferroviaire ainsi que les SBB-CFF-FFS mettent au point une nouvelle unité de voitures : les voitures unifiées de type IV, peintes en gris vert. Elles ont les caractéristiques de construction de la voiture Eurofima, qui avait été conçue par les CFF, et des voitures Corail SNCF. Ces voitures ont un poids de 40-43 tonnes et peuvent atteindre une vitesse maximale de 200 km/h (initialement 160 km/h).

### IC 2000
Une IC 2000 est une rame à deux niveaux utilisée par les CFF et qui ont été construites dès 1997.

## Voitures des NTN (Nouveau Train Navette)

### Navette Re 450 (RER Zürich)
En 1981, on[Qui ?] décide de construire le S-Bahn de Zurich et l’on du résoudre la question du choix du matériel roulant. Les CFF ont décidé pour la première fois l'utilisation de trains à deux niveaux. Les critères parmi d'autres étaient une forte accélération, de faibles coûts d'exploitation et un compartiment à bagages. La rame mesurait une centaine de mètres de long tractée par une Re 450. Elles ont été construites en 1989 et rénovées entre 2008 et 2010.

### Voitures Colibri
Les voitures Colibri sont des trains navettes des CFF. Elles ont été mises en service entre 1984 et 1995 pour desservir les lignes régionales. Leur nom vient des couleurs qui les composent : jaune (portes), rouge (face avant de la voiture motrice), bleu (autour des vitres), blanc (côtés du train).

### Voitures légères
Les voitures en acier léger sont un type de voiture des CFF. Elles pesaient entre 25 et 30 tonnes, avaient quatre essieux et représentaient l’image des Chemins de fer fédéraux à partir des années 1930 jusqu'aux années 1960.

## Anciennes voitures des CFF
- Voitures-lits et couchettes (CityNightLine) (1er janvier 2010)

- Voitures du Brünig (Zentralbahn) (30 juin 2004)